# Son of Fury: The Story of Benjamin Blake
Son of Fury: The Story of Benjamin Blake é um filme de aventura estadunidense de 1942, dirigido por John Cromwell para a 20th Century Fox. O roteiro é uma adaptação do romance histórico de Edison Marshall, Benjamin Blake, de 1941. É o último filme da atriz Frances Farmer antes de seus problemas com a polícia e de internações em hospitais psiquiátricos que ocorreriam até 1950.

## Elenco
- Tyrone Power...Benjamin Blake
- Gene Tierney...Eve
- George Sanders...Sir Arthur Blake
- Frances Farmer...Isabel Blake
- Elsa Lanchester...Bristol Isabel
- Kay Johnson...Helena Blake
- John Carradine...Caleb Green
- Harry Davenport...Amos Kidder, avô de Benjamin
- Dudley Digges...Bartholomew Pratt, advogado de Benjamin
- Roddy McDowall : Benjamin Blake como menino
- Halliwell Hobbes...Purdy
- Ray Mala...Marnoa
- David Clyde...Escudeiro

## Sinopse
A história se inicia em Bristol, na Inglaterra, durante o reinado de George III. O jovem Benjamin Blake é filho do nobre falecido Baronete de Breetholm mas não possui provas legais dessa descendência e vive com seu avô armeiro Amos Kidder, pai da mãe dele. Seu tio, Sir Arthur Blake, que assumiu o título do irmão que é pai de Benjamin, descobre o paradeiro do jovem e o força a se tornar seu servo em Breetholm, negando-lhe seus direitos. Quando cresce, Benjamin se apaixona pela filha de Arthur, Isabel. Arthur descobre e o castiga violentamente. Depois de se recuperar de seus ferimentos, Benjamin tenta se vingar do tio mas é obrigado a fugir, perseguido pela Guarda Real por se rebelar contra seu Senhor, enquanto seu avô acaba prisioneiro por tentar lhe ajudar. Benjamin entra como clandestino num navio que viaja para os Mares do Sul. O marinheiro Caleb lhe conta sobre as pérolas e Benjamin sonha em ficar rico com essas pedras e voltar para se vingar e ter reconhecidos seus direitos de nobreza.